# Paolo De Nicolò
Paolo De Nicolò (* 24. Januar 1937 in Cattolica) ist ein italienischer Geistlicher und emeritierter römisch-katholischer Kurienbischof. Seine älteren Brüder, Pier Giacomo und Mariano, waren ebenfalls Bischöfe.

## Leben
Der Bischof von Rimini, Emilio Biancheri, weihte ihn am 19. März 1960 zum Priester des Bistums Rimini.
Papst Johannes Paul II. ernannte ihn am 10. März 1994 zum Regenten der Präfektur des Päpstlichen Hauses. Papst Benedikt XVI. erhob ihn in den Rang eines Bischofs und ernannte ihn am 24. Mai 2008 zum Titularbischof von Mariana in Corsica. Der Kardinalstaatssekretär und Kardinalkämmerer Tarcisio Bertone SDB spendete ihm am 12. Juni desselben Jahres die Bischofsweihe; Mitkonsekratoren waren Antonio María Kardinal Rouco Varela, Erzbischof von Madrid, und sein Bruder Pier Giacomo De Nicolò, emeritierter Apostolischer Nuntius in der Schweiz und in Liechtenstein.
Am 4. August 2012 nahm Benedikt XVI. das von Paolo De Nicolò aus Altersgründen vorgebrachte Rücktrittsgesuch an.
Er ist gegenwärtig Großprior des Annunziaten-Ordens, des Hausordens des ehemaligen italienischen Königshauses Savoyen. In dieser Funktion zelebrierte er am 10. Februar 2024 das Requiem für den verstorbenen italienischen Kronprinzen Viktor Emanuel im Turiner Dom.

## Auszeichnungen
- 1999: Großes Silbernes Ehrenzeichen mit dem Stern für Verdienste um die Republik Österreich[2]
- 1999: Großoffizier des Verdienstordens der Italienischen Republik
- 2009: Großoffizier des Treudienst-Ordens